# Mithridates 3. af Pontos
Mithridates 3. (? – ca. 190 f.Kr.) var konge af Pontos ca. 210 f.Kr. til ca. 190 f.Kr.
Mithridates 3. var søn af Mithridates 2. og efterfulgte denne som konge ca. 210 f.Kr. Han blev efterfulgt af sønnen Farnakes 1. Desuden havde han sønnen Mithridates 4., der senere også ville blive konge.